# Lepidopterist

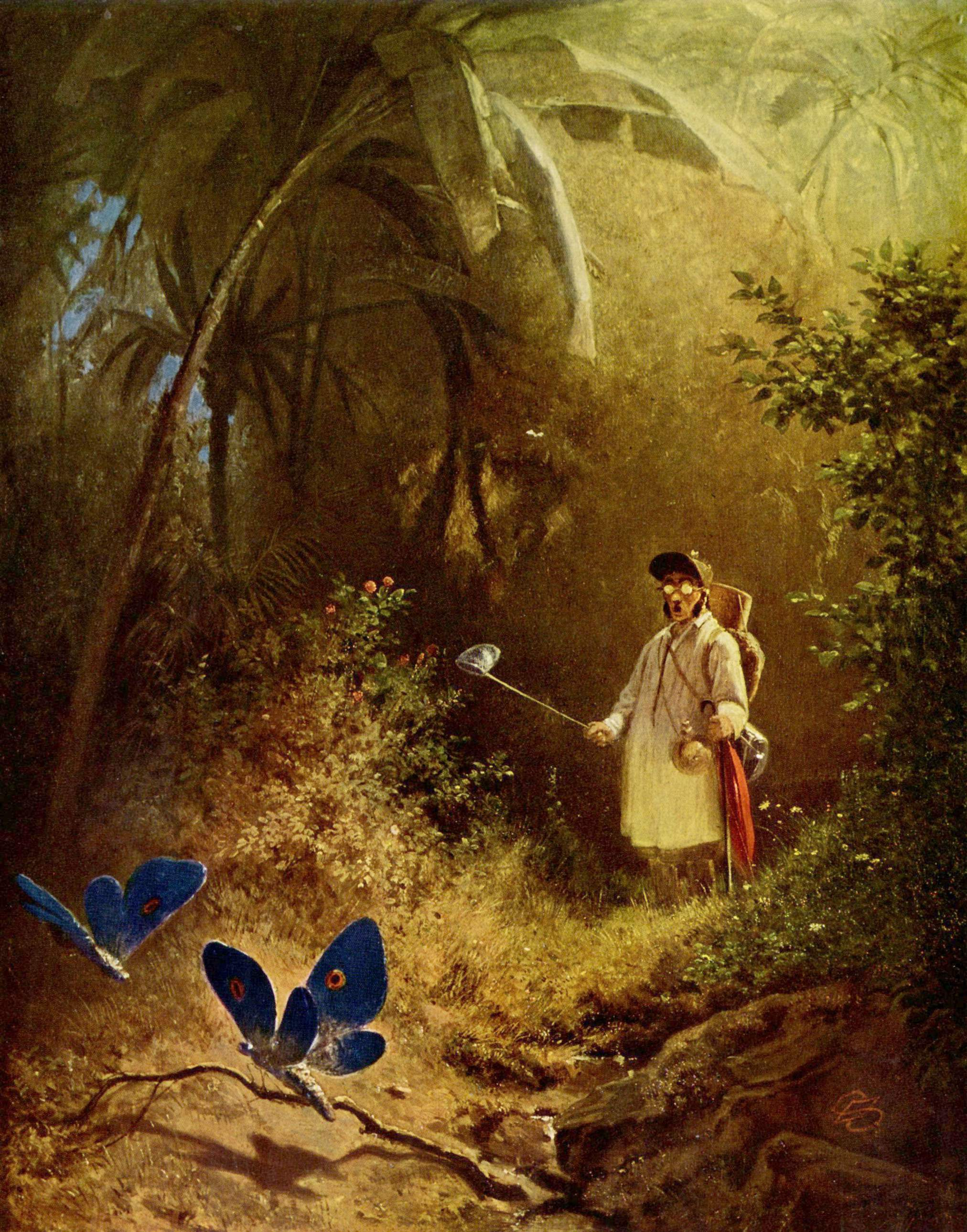
Der Schmetterlingsjäger (Carl Spitzweg)

Een lepidopterist of lepidopteroloog is iemand die de lepidopterologie beoefent, vlinders verzamelt, en een deskundige is op het gebied van de vlinders.

## Bekende lepidopteristen
- Bernard d'Abrera
- Philip Ronald Ackery
- David Adamski
- Kwaku Aduse-Poku
- David John Lawrence Agassiz
- Sergei Nikolaevitsj Alphéraky
- Hans Georg Amsel
- Yutaka Arita
- William Stephen Atkinson
- Per Olof Christopher Aurivillius
- Bernd Aussem
- Jules Léon Austaut
- Jonathan Ball
- Zsolt Bálint
- Andreas Bang-Haas
- Otto Bang-Haas
- William Barnes
- Neville Henry Bennett
- Carlos Berg
- George Thomas Bethune-Baker
- Henry Beuret-Stadelmann
- Gustaf Johan Billberg
- Sven Jorgen R. Birket-Smith
- André Blanchard
- Ronald Boender
- Pavel Vladimirovitsj Bogdanov
- Jean de Boisduval
- Eugène Boullet
- Eugène Louis Bouvier
- Thierry Bouyer
- James Henry Bowker
- Harold Edmund Box
- John David Bradley
- Ronald Brechlin
- Otto Vasilievitsj Bremer
- Ulrich Brosch
- John Wesley Brown
- John Brown
- Charles Théophile Bruand d'Uzelle
- Ulf Buchsbaum
- Hermann Burmeister
- Augustus Busck
- Arthur Gardiner Butler
- Montagu R. Butler
- Hahn William Capps
- Aristide Caradja
- Robert Herbert Carcasson
- Armando Jacques Favre Castel-Branco
- Ramon Agenjo Cecilia
- Thomas Algernon Chapman
- Fuqiang Chen
- Kai Chen
- Pierre Chrétien
- Hugo Theodor Christoph
- Gowan Coningsby Clark
- John Frederick Gates Clarke
- James Brackenridge Clemens
- Harry Kendon Clench
- Michel Condamin
- Alexander Steven Corbet
- Everard Charles Cotes
- Pieter Cramer
- Samuel Ebb Crumb
- Michael Cummings
- Philip Daerden
- Franz Daniel
- Philippe Darge
- Donald R. Davis
- Michael Denis
- Robert Denno
- Hermann Dewitz
- Charles Gordon Campbell Dickson
- William Lucas Distant
- Paul Dognin
- William Doherty
- Edward Donovan
- Hugues-Fleury Donzel
- Edward Doubleday
- Henry Doubleday
- Napoléon Doumet-Adanson
- Max Wilhelm Karl Draudt
- Hamilton Herbert Druce
- Herbert Druce
- Dru Drury
- Abel Dufrane
- Xi-Cui Du
- Constantin Dumont
- Philogène-Auguste-Joseph Duponchel
- Harrison Gray Dyar Jr.
- Wolfgang Eckweiler
- Edward David Edwards
- William Henry Edwards
- Henry Edwards
- John Nevill Eliot
- Harry Eltringham
- Henry John Elwes
- Nikolai Grigorievitsj Ersjov
- Eugen Johann Christoph Esper
- William Harry Evans
- Eduard Friedrich Eversmann
- Johan Christian Fabricius
- James Farish Malcolm Fawcett
- Cajetan Freiherr von Felder
- Rudolf Felder
- Charles Henry Fernald
- Ralf Fiebig
- Nikolai Nikolaievitsj Filipjev
- Josef Emanuel Fischer von Röslerstamm
- David Stephen Fletcher
- Thomas Bainbrigge Fletcher
- William Trowbridge Merrifield Forbes
- Edmund Brisco Ford
- Walter Forster
- Christian Friedrich Freyer
- Emerich Frivaldszky von Frivald
- Walter Wilson Froggatt
- Frederick William Frohawk
- Hans Fruhstorfer
- Alfred George Gabriel
- Max Gaede
- Patricia Gentili
- Carl Geyer
- Jean Ghesquière
- Walter Gieseking
- Lawrence E. Gilbert
- Barry Goater
- Jean-Baptiste Godart
- Frederick DuCane Godman
- Paul Z. Goldstein
- William Grey
- Henley Grose-Smith
- Franz Josef Gross
- Augustus Radcliffe Grote
- Grigori Jefimovitsj Groemm-Grzjimajlo
- Karl Grünberg
- Achille Guenée
- Félix Édouard Guérin-Méneville
- Lansdown Guilding
- Christian Guillermet
- Hermann H. Hacker
- Frank Haimbach
- George Francis Hampson
- Daniel Handfield
- Louis Handfield
- Geoffrey de Havilland
- Adrian Hardy Haworth
- James Hayden
- Alan Heath
- John Heath
- Wilhelm von Hedemann
- Carl Heinrich
- Francis Hemming
- Graham Allan Henning
- Stephen-Frank Henning
- William Henry Henning
- John B. Heppner
- Erich Martin Hering
- Francis Arthur Heron
- Gottlieb August Wilhelm Herrich-Schäffer
- William Chapman Hewitson
- Franciscus J. M. Heylaerts
- Lionel George Higgins
- Toshiya Hirowatari
- Ernst Hofmann
- Ottmar Hofmann
- Otto Karl Holik
- William Jacob Holland
- Jeremy Daniel Holloway
- Carl Heinrich Hopffer
- Marianne Horak
- Thomas Horsfield
- Constant Vincent Houlbert
- Graham Howarth
- Jacob Hübner
- Johann Siegfried Hufnagel
- George Duryea Hulst
- Gustaaf Hulstaert
- Hiroshi Inoue
- Povilas Ivinskis
- Thomas Herbert Elliot Jackson
- Birgit Jaenicke
- Roman Viktorovitsj Jakovlev
- Julian Jamalon
- Antonie Johannes Theodorus Janse
- Joseph de Joannis
- James John Joicey
- James John Joicey
- Rienk de Jong
- Heinrich Ernst Karl Jordan
- Karl Hermann Christian Jordan
- Axel Kallies
- Ferdinand Karsch
- Akito Kawazoé
- William James Kaye
- William D. Kearfott
- Muhabbet Kemal
- George Hamilton Kenrick
- Roger C. Kendrick
- Bernard Kettlewell
- Napoleon M. Kheil
- Jan Kielland
- William Kirby
- William Forsell Kirby
- Valentina A. Kirpichnikova
- Theodor Franz Wilhelm Kirsch
- Jagbir Singh Kirti
- Anton Klima
- Josef Wilhelm Klimesch
- Johann Christoph Friedrich Klug
- Willem Jacques Adriaan Klunder van Gijen
- Edward C. Knudson
- Ahmet Ömer Koçak
- Özgür Koçak
- Vincenz Kollar
- Dmitry A. Komarov
- Giorgio Krüger
- Martin Krüger
- Leon Konstantinovitsj Kroelikovsky
- Nikolaj Jakovlevitsj Koeznetsov
- Vladimir Ivanovitsj Koeznetsov
- John Foxton Ross Kerr
- Bernard Landry
- William Harry Lange
- Gyula M. László
- Percy Ireland Lathy
- Pierre André Latreille
- Ferdinand Le Cerf
- Charles Le Doux
- William Elford Leach
- Julius Lederer
- John Henry Leech
- David C. Lees
- Albert Legrain
- Henry Legrand
- Ingo Lehmann
- Claude Lemaire
- Barend Lempke
- Patrice Leraut
- Hou-Hun Li
- Michel Libert
- Carl Linnaeus
- Ping Liu
- Oswald Bertram Lower
- Daniel Lucas
- Pierre Hippolyte Lucas
- Robert Lucas
- Thomas Pennington Lucas
- Gérard Christian Luquet
- George Lyell
- Peter Maassen
- Paul Mabille
- Michael Majerus
- James Mallet
- Josef Johann Mann
- Hubert Marion
- Shōnen Matsumura
- Alan Walter Sydney May
- James Halliday McDunnough
- Frank Meister
- Rudolf Mell
- Édouard Ménétries
- Wolfram Mey
- Edward Meyrick
- Ezra Michener
- Michael Miller
- Pierre Millière
- Joël Minet
- William Henry Miskin
- Charles Mitter
- Frederic Moore
- Heinrich Benno Möschler
- John Coney Moulton
- Eugene Gordon Munroe
- Dennis Hugh Murphy
- Akira Mutuura
- Vladimir Nabokov
- Yosunobu Naritomi
- Wolfgang A. Nässig
- Stefan Naumann
- Artem Naydenov
- Sheffield Airey Neave
- Berthold Neumoegen
- Edward Newman
- L. Hugh Newman
- Lionel de Nicéville
- Matthias Nuss
- Ian William Beresford Nye
- Charles Oberthür
- José Oiticica Filho
- Keiichi Omoto
- Ricardo Nestor Orfila
- Alpheus Spring Packard
- Arnold Pagenstecher
- José Antonio Pastrana
- Edward Pelham-Clinton
- Fernando Cesar Penco
- Kenneth Misson Pennington
- Rodolfo Amando Philippi
- Eugenie Phillips
- Jacques Pierre
- Alexandre Pierret
- Carl Plötz
- Felipe Poey
- Dirk van der Poorten
- Jurate de Prins
- Willy de Prins
- Alice Ellen Prout
- Louis Beethoven Prout
- Henry James Stovin Pryer
- William Burgess Pryer
- Rudolf Püngeler
- Mu-Jie Qi
- Émile Louis Ragonot
- Hossein Rajaei
- Jules Pierre Rambur
- Józef Razowski
- Hans Rebel
- Ludwig Redtenbacher
- Jerome Regier
- Norman Denbigh Riley
- Julius Röber
- Coleman Townsend Robinson
- Gaden Sutherland Robinson
- Walter Karl Johann Roepke
- Alois Friedrich Rogenhofer
- Walter Rothschild
- Pierre-Claude Rougeot
- Max Saalmüller
- Camille Saint-Saëns
- Hironori Sakamoto
- Yusuke Sakamoto
- Aidas Saldaitis
- Christian Johannes Amandus Sauber
- William Schaus
- Karl Schawerda
- Ignaz Schiffermüller
- Johan Willem Schoorl
- Franz Paula von Schrank
- Wilhelm Schultze
- Giovanni Antonio Scopoli
- Samuel Hubbard Scudder
- Michael Seizmair
- Georg Semper
- Jan Christiaan Sepp
- Jan Sepp
- Selma Seven Çalışkan
- Jay C. Shaffer
- Michael Shaffer
- Emily Mary Bowdler Sharpe
- Jinshichi Shibuya
- Thomas Simonsen 2012
- Navneet Singh
- František Slamka
- James Edward Smith
- Pieter Snellen
- Maria Alma Solis
- Georges van Son
- Shimei Song
- Léon Sonthonnax
- Richard South
- Wolfgang Speidel
- Adolph Speyer
- Dirk Stadie
- Henry Tibbats Stainton
- Otto Staudinger
- Henri Stempffer
- James Francis Stephens
- Caspar Stoll
- Embrik Strand
- Hans Ström
- Dieter Stüning
- David Abraham Swanepoel
- Cornelis Jacobus Swierstra
- Charles Swinhoe
- George Talbot
- Willie Horace Thomas Tams
- Johann Gottlieb Otto Tepper
- Carl Peter Thunberg
- Friedrich Thurau
- James Wilson Tilden
- Norman Barnett Tindale
- Gerald Edward Tite
- Hervé de Toulgoët
- Lambertus Johannes Toxopeus
- Lauro Pereira Travassos
- Colin Treadaway
- Georg Friedrich Treitschke
- Roland Trimen
- Kevin R. Tuck
- Emilio Turati
- Bernard Turlin
- Alfred Jefferis Turner
- Paul M. Tuskes
- James William Tutt
- Harry Christopher Tytler
- Misbah Ullah
- Henri Ungemach
- Emilio Ureta
- Héctor Andrés Vargas
- Ruggero Verity
- Pierre Viette
- Niklas Wahlberg
- Francis Walker
- Hans Daniel Johan Wallengren
- Thomas de Grey Walsingham
- Shu-Xia Wang
- Christopher Ward
- Georg Warnecke
- William Warren
- Gustavus Athol Waterhouse
- Bernhard Wenczel
- Reginald James West
- John Obadiah Westwood
- Gustav Weymer
- Paul Ernest Sutton Whalley
- Adam White
- Fritz Ludwig Otto Wichgraf
- Alfred Ernest Wileman
- Mark C. Williams
- Edward Parr Wiltshire
- Thomas Joseph Witt
- Janusz Wojtusiak
- Chunsheng Wu
- Colin William Wyatt
- Dan Xu
- Hiroshi Yamanaka
- Zhaofu Yang
- Shen-Horn Yen
- Ping You
- Yutaka Yoshiyasu
- Aleksei Konstantinovich Zagulajev
- Philipp Christoph Zeller
- Hans Zerny
- Dandan Zhang
- Alexander Borisovich Zhdanko
- Georgy Sergeevich Zolotarenko
- Vadim Zolotuhin
- Andreas Zwick